# Loi de Gibrat
Dans le domaine des probabilités et plus particulièrement de l'économétrie, la loi de Gibrat  (parfois dite Règle de croissance proportionnelle de Gibrat ou Loi de l'effet proportionnel ou encore loi log-normale à 3 paramètres), est une loi de probabilité énoncée par le français Robert Gibrat, polytechnicien, enseignant à l'École des Mines, dans un articles dans un Bulletin de la SGF, puis dans sa thèse sur Les inégalités économiques, soutenue à Lyon en 1931, et qu'il a nommée loi de l'effet proportionnel. 
Pour l’essentiel, elle est issue de la loi log-normale et sa formulation ne diffère que par une translation.
Cette loi dispose que la croissance des unités (entreprise…) est proportionnelle à (indépendamment de) sa taille (Gibrat, 1931) ; ainsi la croissance en pourcentage […] des entreprises serait indépendante de la taille initiale de l'entreprise ce qui a ensuite été contesté ou discuté pour certains types d'entreprises (petites entreprises, startup, entreprise de l'économie sociale et solidaire…). 

## Histoire
Cette loi intéresse rapidement les statisticiens, d'autant qu'elle est proposée par Gibrat peu après la crise de 1929 qui selon Michel Armatte (1995) « a consacré la faillite de méthodes statistiques de prévision fondés sur de simples descriptions du cycle des affaires à l’aide d’indicateurs combinés en des baromètres économiques ».  
Cette loi permet de passer des statistiques descriptives sans modèle et sans aléa, vers les modèles stochastiques recommandés par la Cowles Commission.

## Exemples d'applications
En 1931 Gibrat applique la loi log-normale comme « modèle » de distributions de revenus, avant de l'appliquer à la modélisation d'autres phénomènes (économiques ou non économiques, inégalité de revenus, de patrimoines, mesure de la concentration des industries et des populations urbaines, énergie hydroélectrique…). 
La dépendance à la taille de la croissance et les propriétés des distributions de tailles sont des facteurs très étudiés dans des domaines variés allant de la photosynthèse aux particules atomiques en passant par l'aménagement du territoire (villes) et l'économie (organisations, entreprises…).
En économie, en utilisant cette loi comme modèle, le taux de croissance d'une entreprise serait indépendant de sa taille.
En épidémiologie, propriétés de distribution des malades (ou morts) ont une grande importance pour décrire et modéliser les impacts d'une épidémie, et pour comprendre le comportement sous-jacent des systèmes sociaux et biologiques. Ainsi dans le cadre de la pandémie de COVID-19 le nombre d'habitants d'une ville n'est pas prédictif du nombre de cas déclarés de COVID-19, ni du nombre de morts qui risquent d'y advenir. La superficie de la ville l'est (plus ou moins selon la classe d'âge considérée).